# Jan Bleuland

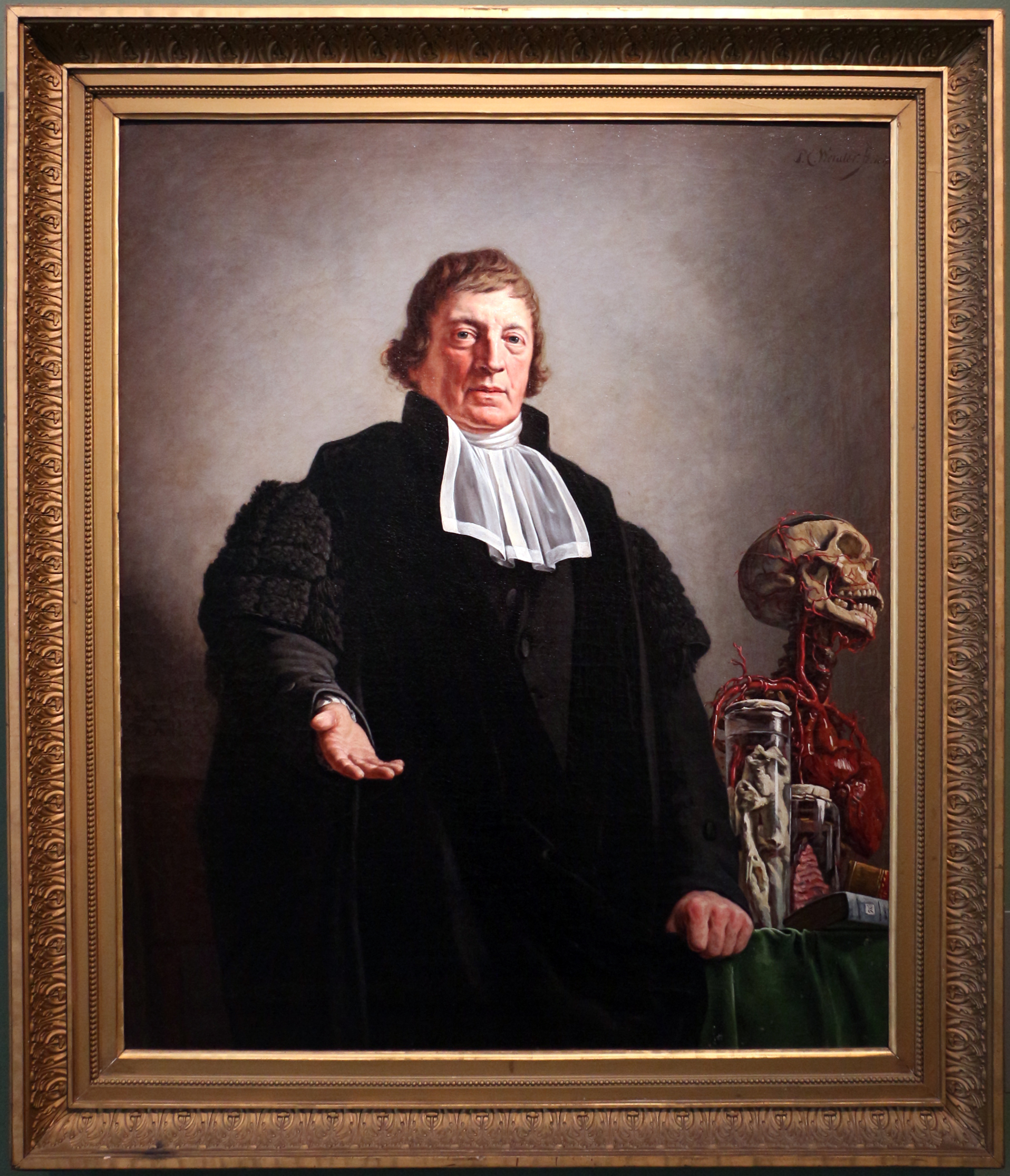
Jan Bleuland, Gemälde von Pieter Christoffel Wonder, 1818/1819

Jan Bleuland (* 20. Juli 1756 in Gouda; † 8. November 1838 in Utrecht) war ein niederländischer Mediziner.

## Leben
Der Sohn des Bauunternehmers Jasper Bleuland und dessen Frau Aafken de Jonge stammte aus guten bürgerlichen Verhältnissen. Er besuchte anfänglich die Lateinschule seines Geburtsortes und absolvierte ein Jahr lang ein Praktikum an einer dortigen Apotheke. 1774 begann er ein Studium der Medizin an der Universität Leiden. Hier war er ein Schüler des Vaters der medizinischen niederländischen Ikonographie Eduard Sandifort (1742–1814) und promovierte dort am 21. Juni 1780 mit der Inauguralschrift „Difficili aut impedita alimentorum depulsione“ (frei übersetzt: Über das schwierige oder verhinderte Schlucken von Lebensmitteln) zum Doktor der Medizin.
Danach kehrte er nach Gouda als Stadtarzt zurück. Hier entfaltete er als Autor medizinischer Schriften eine weithin geachtete Tätigkeit, die durch ihre aufschlussreichen Illustrationen einen ausgezeichneten Ruf erlangten. Dieser Ruf brachte ihn am 12. August 1791 eine Berufung als Professor der Anatomie, Chirurgie und Geburtshilfe an die Universität Harderwijk ein, welches Amt er mit der Rede Oratio qua memoria H.D. Gaubii cum omnibus, tum praesertim Medicinae studiosis commendatur (Harderwijk 1791) antrat. 1793/94 war er auch Rektor der Harderwijker Akademie, welches Amt er mit der Rede de Anatomiae subtilioris pretio recte statuendo (Harderwijk 1794) am 11. Juli 1794 niederlegte.
Am 14. Oktober 1795 wurde er als Professor der Anatomie, Physiologie, Zoologie und Geburtshilfe an die Universität Utrecht berufen und trat am 20. November 1795 dieses Amt mit der Rede de fabrica et functionibus corporis humani et animalium brutorum dissectione prudeuter illustrandis an. Nachdem er 1799 erstmals Rektor der Utrechter Hochschule geworden war, legte er das Amt am 26. März 1800 mit der Rede de Vi exempli et sympathiae imitatricis nieder. 1804 übernahm von ihm Philippus Franciscus Heyligers seine Professur der Physiologie und Geburtshilfe. Nachdem er von Louis Bonaparte als Ritter der niederländischen Union ernannt worden war, wurde er bei dessen Aufenthalt in Utrecht 1809 dessen beratender Arzt.
Als der Lehrbetrieb an der Utrechter Akademie 1815 kurz eingestellt worden war, erlangte er nach der Restauration derselben die erste medizinische Professur und war 1816/17 ein zweites Mal als Rektor der Alma Mater aktiv, welches Amt er am 26. März 1817 mit der Rede de Vitae fructu, quo animalibus praestant homines, e corporis etiam conformatione conspicuo niederlegte. Bleuland fertigte während seines Lebens mehr als 2000 anatomische Präparate an. Diese Sammlung wurde nach seiner Pensionierung 1826 vom König Wilhelm I. der Niederlande für das anatomische Museum der Universität Utrecht angekauft, wofür Bleuland von 1826 bis 1828 einen Katalog der Sammlung unter dem Titel Otium Academicum, continens descriptorium speciminum nonnullorum patrium copris humani et animalium subtiloris anatomiae ope in physiologorum usum praeparatorum, aliarumque, quibus morbum organicorum natura illustratur anlegte.
Für seine umfangreichen Arbeiten erhielt er dafür vom König den Orden des Niederländischen Löwen. Vor allem auf dem Gebiet der medizinischen Ikonographie versuchte er mit seinem Zeichner van der Jagt die Veröffentlichung seiner in Buntkupferdruck gefertigten Abbildungen durchzusetzen, welche damals noch sehr selten waren. Bleuland zählt noch zu der Generation von Medizinern, die sich besonders durch ihre Geschicklichkeit ausgezeichnet hatten, für die aber ebendeshalb die Freude an der Herstellung von Präparaten vorrangig war, selbst wenn der wissenschaftliche Wert in keinem Verhältnis zur aufgebrachten Mühe stand. Zudem hat er sich als Kunstsammler einen Ruf erworben und erhielt im Laufe seines Lebens viel Anerkennung. So wählte man ihn zum Direktor der Utrechter Gesellschaft der Künste und Wissenschaften, er war Mitglied der niederländischen Gesellschaft der Wissenschaften in Haarlem, Mitglied der Gesellschaft zur Förderung der Chirurgie in Amsterdam und vieler anderer in- und ausländischer Gelehrtengesellschaften.

## Familie
Bleuland war zwei Mal verheiratet. Er heiratete am 15. März 1781 in Leiden Adriana Cornelia, die Tochter des Leidener Arztes Adrianus Cuijpers und dessen Frau Johanna Bronkwaal. Nach der Geburt der Tochter Aafje (* 14. August 1783) starb seine erste Frau. Am 12. August 1785 heiratete er die aus Leiden stammende Catharina Blauw. Aus dieser Ehe stammt die Tochter Henriette Cornelia.

## Werke
- De difficili aut impedita alimentorum depulsione. 1780 (online)
- Experimentum anatomicum, quo arteriolarum Lymphaticarum existentia probabiliter adstruitur. Leiden 1784 (online)
- Observationes anatomico-medicae de sana ac morbosa Oesophagi structura. Leiden 1785 (online)
- Tractatus de difficili aut impedito alimentorum ex ventriculo in duodenum progressu observationibus clinicis atque tabulis anatomicis illustratus. Leiden 1787.
- Icones hepatis foetus octimestris, quam impletis vasculis arterioris, naturali colore expressam edidit J. Bleuland. Utrecht 1789 (online)
- Icones tunicae villosae intestini duodeni, juxta felicem vasculorum impletionem, ipsis coloribus, qui in praeparato conspiciuntur edita. Utrecht 1789 (online)
- Oratio de fabrica et functionibus corporis humani. 1796.
- Vasculorum in intestinorum tenuium tunicis, subtilioris Anatomes ope detegendorum, descriptio iconibus ad naturae fidem pictis illustrate. Utrecht 1797 (online)
- Icones anatomico-pathologicae partium corporis humani. 1826 (online), 2. Bd. (online)